# Лас-Пьедрас (Уругвай)
Лас-Пьедрас (исп. Las Piedras) — город в южной части Уругвая, в департаменте Канелонес, административный центр одноимённого муниципалитета.

## География
Расположен в 2,5 км к северу от границы Канелонес с департаментом Монтевидео, на высоте 81 м над уровнем моря. На юге граничит с городом Ла-Пас, на юго-востоке — с Монтевидео. Является частью агломерации Монтевидео. Через город протекает ручей Аройо-де-Лас-Пьедрас.

## История
Населённый пункт был основан в 1744 году с названием Сан-Исидро. 18 мая 1811 года войска под руководством лидера борьбы за независимость Уругвая, Хосе Артигаса, одержали победу над испанскими силами в битве при Лас-Пьедрас. Данное сражение стало важным шагом на пути к независимости страны. 15 мая 1925 года получил статус города 

## Население
Согласно переписи 2004 года, население города насчитывало 69 220 человек. По данным на 2011 год оно составляет 71 258 человек, что делает Лас-Пьедрас пятым по величине городом страны.
| Год  | Население |
| ---- | --------- |
| 1908 | 8109      |
| 1963 | 40 658    |
| 1975 | 53 331    |
| 1985 | 58 283    |
| 1996 | 66 584    |
| 2004 | 69 222    |
| 2011 | 71 258    |

Источник: Instituto Nacional de Estadística de Uruguay

## Известные личности
- Хорхе Барриос — уругвайский футболист
- Ричард Моралес — уругвайский футболист